# 東横化学
東横化学株式会社（とうよこかがく、英語: TOYOKO KAGAKU Co., Ltd.、通称TYK）は、神奈川県川崎市中原区に本社を置き、各種産業用ガスの供給、関連機器・設備の提供、さらに「ガストロニクス」による安全で高度な供給制御システムの構築を事業とする企業。

## 概要
- 各種高圧ガスの販売及びプラント建設
- 半導体製造用各種装置の開発・設計・製造・販売
- 流体制御用機器の開発・製造・販売
- PA・FA用ソフトウェアの販売

## 企業理念
「ガストロニクス」による技術革新をすすめ
安全と新たな価値を創造し豊かな社会造りに貢献します
※「ガストロニクス」とは、ガスとエレクトロニクスを合体した造語

## 事業所
- 本社
  - 本社（神奈川県川崎市中原区市ノ坪）
  - 本社工場（神奈川県川崎市中原区中丸子）
- 支社営業所
  - 東北支社鶴岡営業所（山形県鶴岡市）
  - 東北支社秋田営業所（秋田県秋田市）
  - 東北支社宮城事業所（宮城県黒川郡大衡村）
  - 東北支社山形営業所（山形県東置賜郡高畠町）
  - 東北支社郡山営業所（福島県郡山市）
  - 関東支社筑波営業所（茨城県つくば市）
  - 関東支社千葉営業所（千葉県袖ケ浦市）
  - 関東支社相模原事業所（神奈川県相模原市）
  - 関東支社大和営業所（神奈川県大和市）
  - 関東支社豊橋営業所（愛知県豊橋市）
  - 大津営業所（滋賀県大津市）
  - 中国支社広島営業所（広島県東広島市）
  - 中国支社広島事業所（広島県東広島市）
  - 中国支社山口営業所（山口県宇部市）
  - 九州支社熊本営業所（熊本県熊本市）　
  - 九州支社長崎事業所（長崎県諫早市）
  - 九州支社佐賀営業所（佐賀県伊万里市）
  - 九州支社宮崎営業所（宮崎県東諸県郡国富町）
- 海外
  - アメリカ（カリフォルニア）
  - 中国（上海）
  - 台湾（新竹）
  - シンガポール
  - インドネシア

## 沿革
- 1952年 - 東京急行電鉄の嘱託として元住吉酸素工場の販売業務を行っていたが、同工場閉鎖のため設立（資本金100万円）
- 1961年 - 日本初の銅配管(4.7km)による高純度窒素ガス供給に成功
- 1974年 - 東横ガス株式会社を設立
- 1984年 - 米国カリフォルニア州に現地法人TYK.Incを設立
- 1996年 - 資本金9,000万円に増資
- 1999年 - ISO9001認証取得
- 2002年 - 中国上海に現地法人東横気体設備有限公司を設立
- 2003年 - ISO14001認証取得
- 2006年 - シンガポール支店を開設
- 2012年 - ベトナム、インドネシアでの業務を開始

## 協力会社
- プロパンガスの佐藤商店